# Schlosspark Bad Homburg

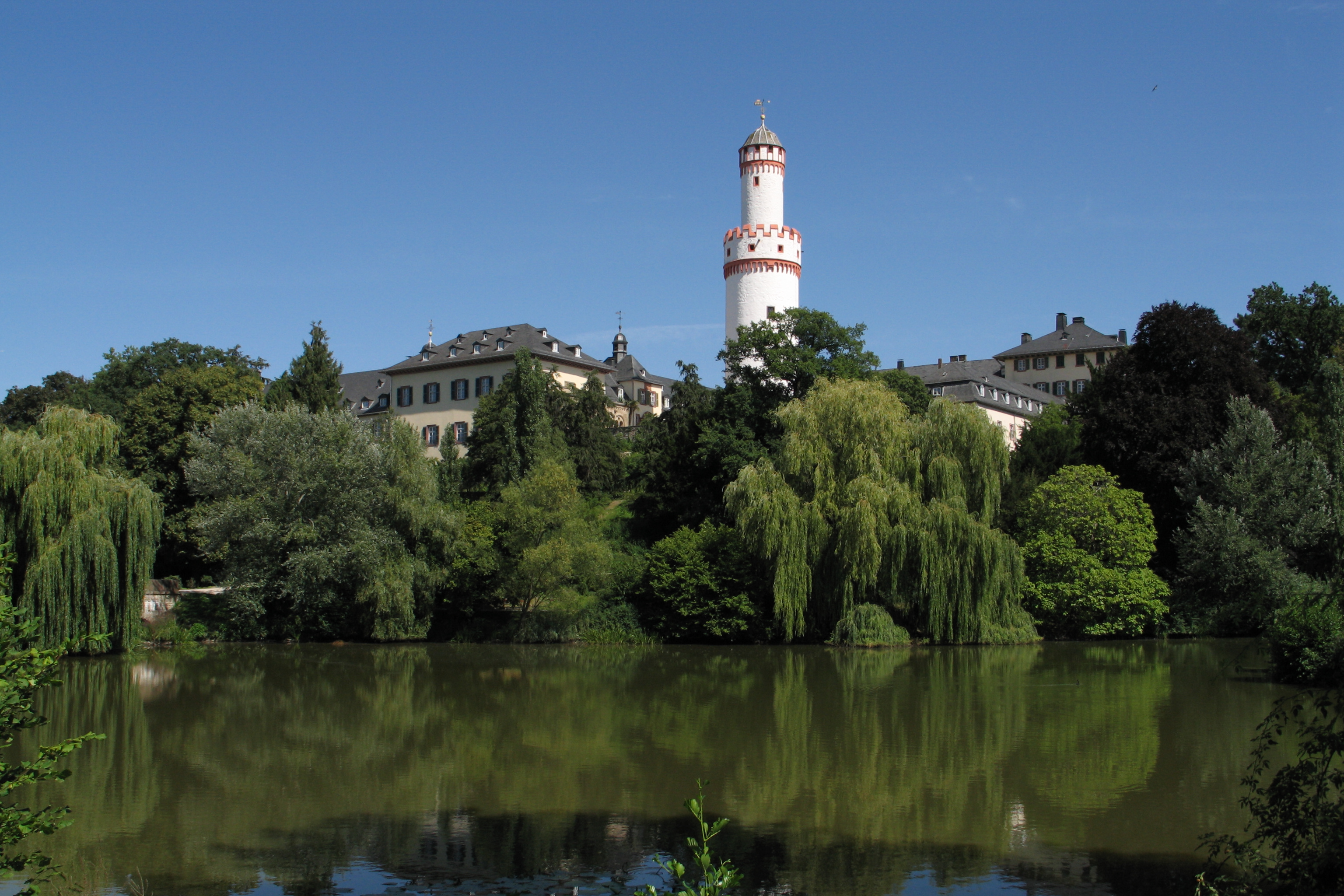
Teich. Schloss und „Weißer Turm“ im Hintergrund.

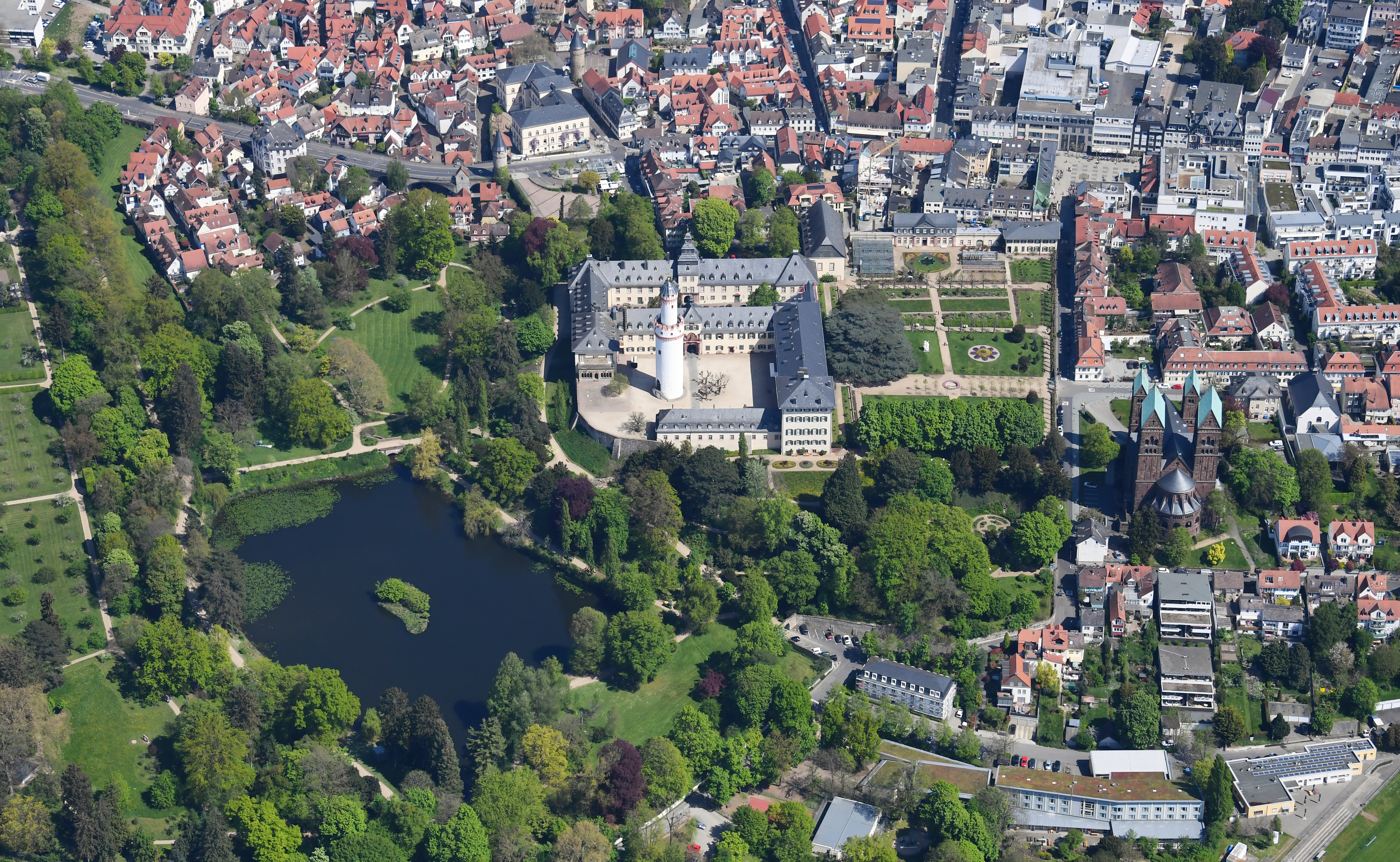
Der Schlosspark Bad Homburg von Südwesten aus der Luft gesehen

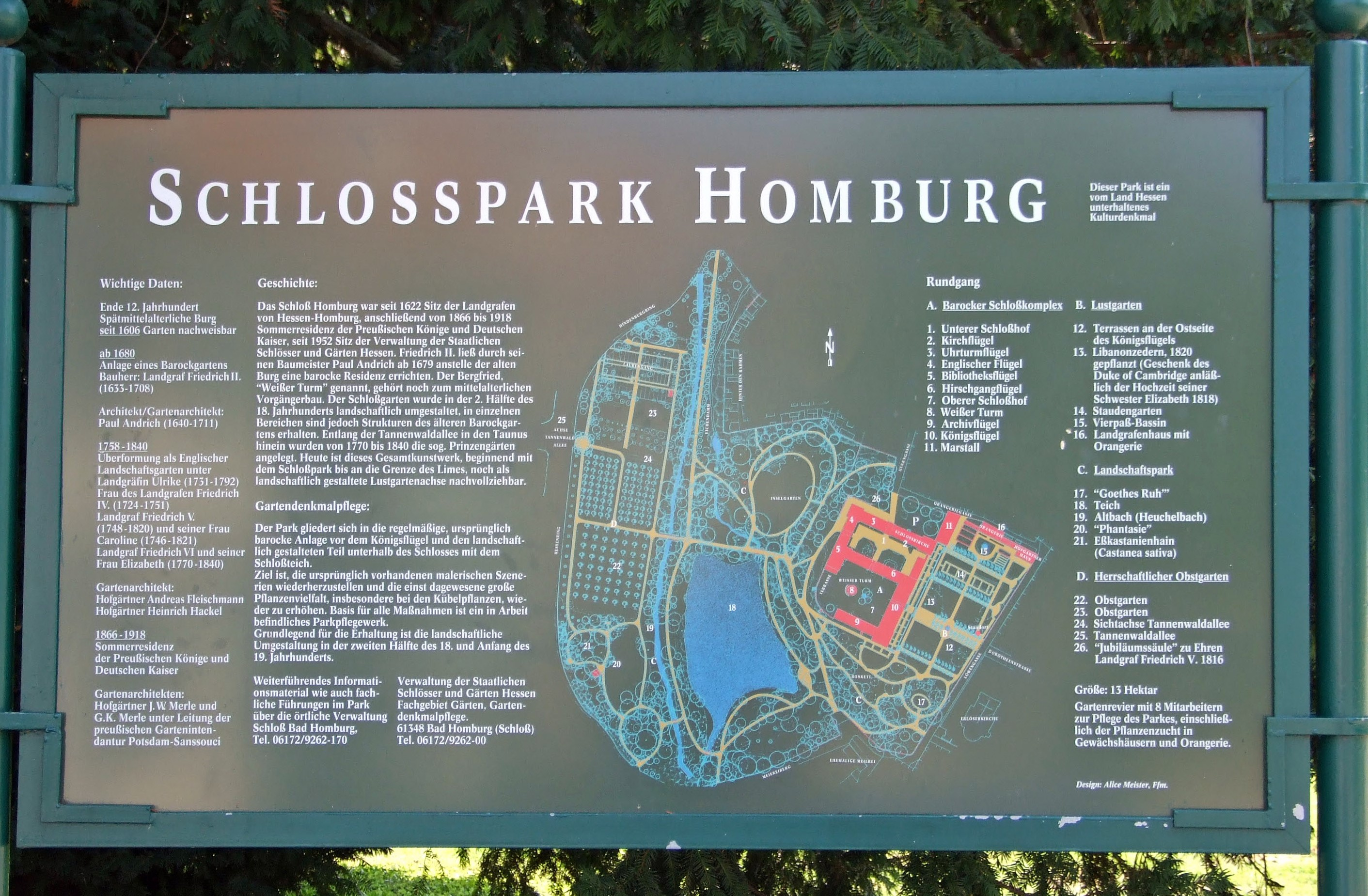
Information

Der Schlosspark Bad Homburg ist ein unterhalb des Schlosses Bad Homburg in der Innenstadt von Bad Homburg gelegener Park. Der 13 Hektar große Schlosspark ist der heute erhaltene Teil einer ursprünglich wesentlich größeren Gartenlandschaft, den Landgräflichen Gärten.

## Geschichte
Die Anfänge des Schlossparkes lassen sich bis ins 15. Jahrhundert zurückverfolgen. Erstmals wird 1441 ein Garten im Zusammenhang mit der damaligen Burg erwähnt. Über diese mittelalterliche Gartenanlage sind keine Einzelheiten bekannt.
Ab 1680 ließ Landgraf Friedrich II. einen Barockgarten um das Schloss anlegen. Die Struktur eines barocken Gartens ist heute nur noch in einzelnen Teilen erhalten, da ab der zweiten Hälfte des 18. Jahrhunderts eine Umgestaltung zum englischen Landschaftsgarten vorgenommen wurde.